# Wereldbeker schaatsen 2015/2016 - Ploegenachtervolging mannen
De ploegenachtervolging voor mannen voor de wereldbeker schaatsen 2015/2016 stond vier keer op het programma. De eerste was op 14 november 2015 in Calgary en de laatste was in Heerenveen op 11 maart 2016.
Titelverdediger was Zuid-Korea dat in seizoen 2014/2015 een van de drie wedstrijden won en twee keer tweede werd. De Koreanen verloren hun beker aan Nederland die drie van de vier wedstrijden wonnen en in punten Noorwegen en Polen voorbleven. Canada won de wedstrijd in eigen land.

## Podia
| Wedstrijd:     | Goud:                                                     | Tijd    | Zilver:                                                           | Tijd    | Brons:                                                        | Tijd    |
| Calgary        | Canada Jordan Belchos Ted-Jan Bloemen Benjamin Donnelly   | 3.39,32 | Zuid-Korea Joo Hyung-joon Kim Cheol-min Lee Seung-hoon            | 3.39,60 | Italië Fabio Francolini Andrea Giovannini Luca Stefani        | 3.41,97 |
| Inzell         | Nederland Jan Blokhuijsen Arjan Stroetinga Douwe de Vries | 3.41,27 | Noorwegen Håvard Bøkko Sindre Henriksen Sverre Lunde Pedersen     | 3.44,88 | Polen Zbigniew Bródka Konrad Niedźwiedzki Jan Szymański       | 3.46,17 |
| Heerenveen (1) | Nederland Jorrit Bergsma Jan Blokhuijsen Sven Kramer      | 3.43,77 | Noorwegen Håvard Bøkko Sindre Henriksen Sverre Lunde Pedersen     | 3.44,66 | Rusland Sergej Grjaztsov Aleksandr Roemjantsev Danil Sinitsin | 3.46,24 |
| Heerenveen (2) | Nederland Jan Blokhuijsen Arjan Stroetinga Douwe de Vries | 3.42,28 | Noorwegen Håvard Bøkko Simen Spieler Nilsen Sverre Lunde Pedersen | 3.43,42 | Polen Zbigniew Bródka Konrad Niedźwiedzki Jan Szymański       | 3.47,03 |

## Eindstand
| #      | Land             | Schaatsers                                            | CAL | INZ | HEE1 | HEE2 | Totaal |
| ------ | ---------------- | ----------------------------------------------------- | --- | --- | ---- | ---- | ------ |
| Goud   | Nederland        | Bergsma, Blokhuijsen, Kramer, Stroetinga, D. de Vries | 0   | 100 | 100  | 150  | 350    |
| Zilver | Noorwegen        | Bøkko, Henriksen, Nilsen, Pedersen                    | 0   | 80  | 80   | 120  | 280    |
| Brons  | Polen            | Bródka, Niedźwiedzki, Szymański                       | 60  | 70  | 45   | 104  | 279    |
| 4      | Italië           | Francolini, Giovannini, Malfatti, Stefani, Tumolero   | 70  | 50  | 50   | 90   | 260    |
| 5      | Zuid-Korea       | Joo, Kim, Lee                                         | 80  | 60  | 60   |      | 200    |
| 6      | Rusland          | Grjaztsov, Roemjantsev, Sinitsyn, Trofimov            | 45  | 35  | 70   |      | 150    |
| 7      | Canada           | Belchos, Bloemen, Donnelly, Jean, Waples              | 100 | 0   | 35   |      | 135    |
| 8      | Japan            | Nakamura, Oda, Tsuchiya, Williamson                   | 50  | 30  | 40   |      | 120    |
| 9      | Duitsland        | Beckert, Geisreiter, Hirschbichler, Pflug             | 40  | 45  | 25   |      | 110    |
| 10     | Verenigde Staten | Boutiette, Mantia, Quinn, Reichmann, Swider-Peltz     | 35  | 40  | 30   |      | 105    |
| 11     | Zwitserland      | Hänggi, Oberbichler, Wenger                           | 25  | 25  | 21   |      | 71     |
| 12     | China            | Li, Sun, Tian                                         | 30  |     |      |      | 30     |
| 13     | Oostenrijk       | Hager, Hauer, Heidegger                               |     | 21  |      |      | 21     |

2004/2005 · 
2005/2006 · 
2006/2007 · 
2007/2008 · 
2008/2009 · 
2009/2010 · 
2010/2011 · 
2011/2012 · 
2012/2013 · 
2013/2014 · 
2014/2015 · 
2015/2016 · 
2016/2017 · 
2017/2018 · 
2018/2019 · 
2019/2020 · 
2020/2021 · 
2021/2022 · 
2022/2023 · 
2023/2024 · 
2024/2025